# Villa Peragallo
Villa Peragallo è una dimora signorile situata in via del Castello 48 a Calenzano.

## Storia
Nei primissimi anni del Novecento, Giuseppe Targioni  incarica il giovane architetto fiorentino Enrico Dante Fantappiè della costruzione della nuova grande villa, contornata da un consistente e pregiato parco, ma la cui realizzazione, che si svolge tra il 1905 e il 1907, resta però interrotta, tanto che il complesso si presenta a tutt'oggi incompleto. 
Già all'inizio dell'800 al posto dell'edificio attuale sorgeva la residenza chiamata "villa Matilde", di proprietà dei Frittelli, una famiglia che all'epoca possedeva diverse case e terreni nella zona. Da loro la comprarono i Targioni alla fine del secolo.
All'intervento prendono parte, in stretta collaborazione con l'architetto, anche gli artisti Annibale Brugnoli, Giulio Bargellini e Ezio Giovannozzi, tra i migliori che operano a Firenze in quegli anni.
Si provvide anche a installare un impianto autonomo per la produzione di elettricità che serviva a illuminare la villa e il parco, almeno dieci anni prima che a Calenzano arrivasse la luce elettrica.

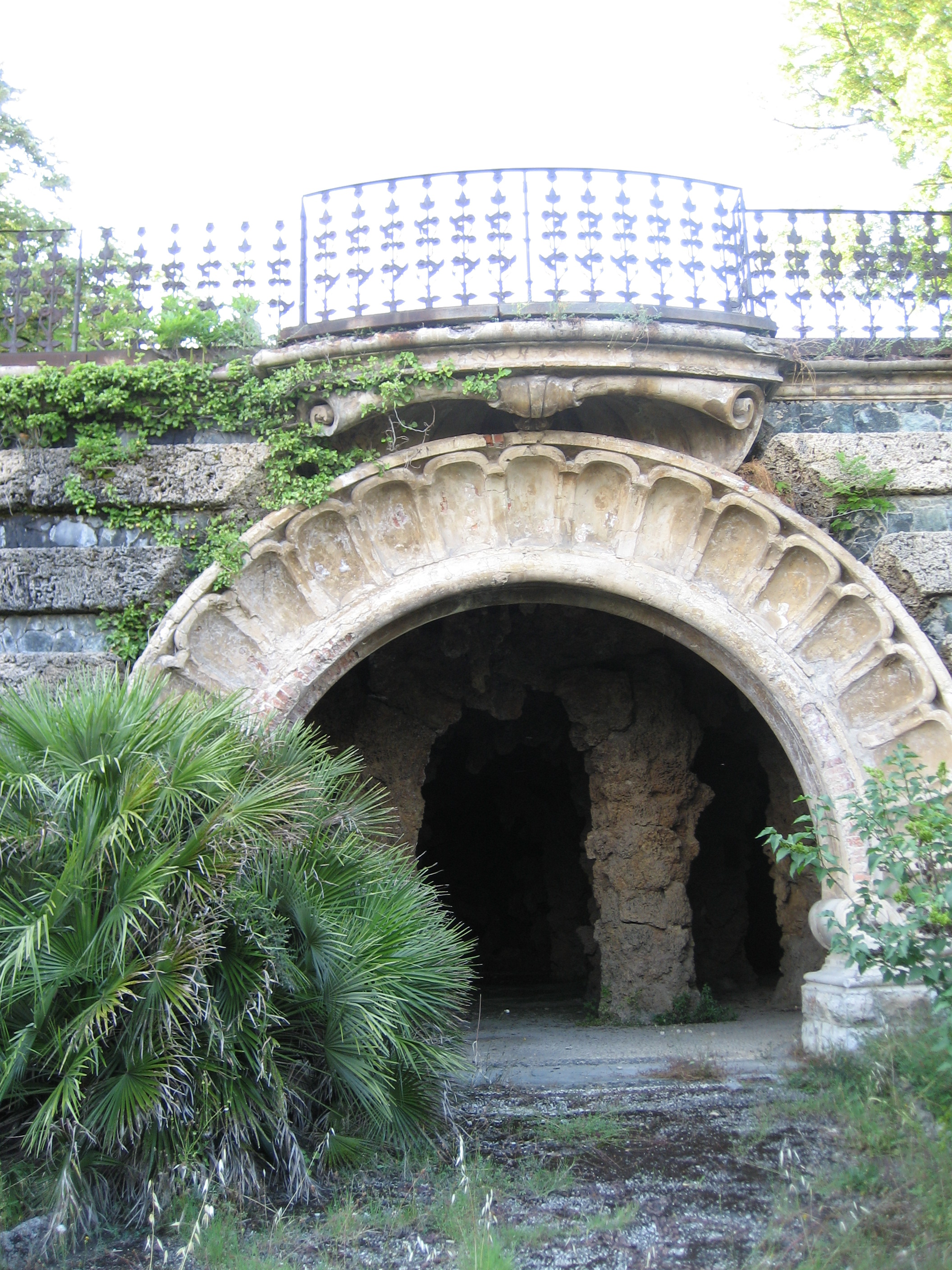
La grotta artificiale all'interno del parco

Verso il 1915, quando le fortune economiche dei Targioni declinarono, il complesso di edifici fu venduto al Commendatore e Grande Ufficiale del Regno Cornelio Peragallo. Di origine genovese, da anni risiedeva a Roma, per curare i suoi interessi come azionista della Banca d'Italia in via Nazionale, strada dove viveva accanto ai parenti conti Ginanni Fantuzzi, e già Presidente dell'Istituto Nazionale di Credito Edilizio (rif. Annuario banche e banchieri: https://www.google.it/books/edition/Annuario_delle_banche_e_banchieri_d_Ital/WNNdDElGgDUC?hl=it&gbpv=1&dq=cornelio+peragallo+banca+nazionale+del+lavoro&pg=PA906&printsec=frontcover
Negli anni tra le due guerre Villa Peragallo visse il suo periodo di massimo splendore. Con il suo parco scenografico faceva da cornice a feste paesane in costume, come la Festa dell'Uva o a processioni religiose come quella delle Quarantore. Nei mesi del passaggio del fronte venne occupata dalle truppe tedesche che la usarono come comando militare. 
Passata al figlio di Cornelio, il musicista Mario Peragallo e alla moglie contessa Fiora Ginanni Fantuzzi prematuramente scomparsa nel 1979 e da allora nessun familiare ha avuto più piacere di soggiornarvi. A partire dalla metà del secolo scorso iniziò per la villa un lento ma inesorabile declino. Abitata sporadicamente, solo in estate, è disabitata dagli anni '80, periodo in cui si verificarono alcuni furti nelle stanze interne. Questi fatti indussero i proprietari a trasferire in altre residenze le argenterie e parte del mobilio, soprattutto nella villa di famiglia a Roma, in via Vipiteno traversa di Via Cortina D'Ampezzo accanto al conduttore Rai Piero Angela. 
Dalla morte di Mario Peragallo, nel 1996, la mancanza di manutenzione fa sentire tutto il suo peso e i segni del passaggio del tempo sono evidenti, in particolare nel teatrino privato e sui muri perimetrali esterni. Tanto che si è dovuto provvedere a puntellarne dei tratti che erano a rischio di crollo. La natura sta lentamente prendendo il sopravvento sulle strutture del parco, conferendo a tutto l'insieme un particolare ma triste fascino di decadenza. 
Attualmente tutto il complesso architettonico è in vendita per una cifra che si aggira intorno ai dieci milioni di Euro. La villa nell'Aprile 2020 è stata venduta ad un medico statunitense per la cifra indicata (fonte: https://primafirenze.it/cronaca/dopo-anni-di-abbandono-e-stata-acquistata-villa-peragallo/

## Descrizione
Situato in posizione panoramica, nella zona più alta del centro storico di Calenzano, l'edificio è corredato da una serie di annessi, una grotta artificiale, casini, scuderie, e torrini, che si dispongono su terrazzamenti a verde lungo i pendii del vastissimo parco, con arredi in stile manierista. In stile decisamente floreale invece sono gli elementi più minuti come le ringhiere o i grandi cancelli in ferro. L'elemento più caratteristico sotto l'aspetto ambientale è costituito senz'altro dalla galleria che passa sotto a via del Castello.
Collocata nel punto più alto, la villa -affiancata dalla cappella, da un lato, e, dall'altro, dal teatrino- si affaccia sul piazzale con la grande vasca e sulla piana in direzione della città.

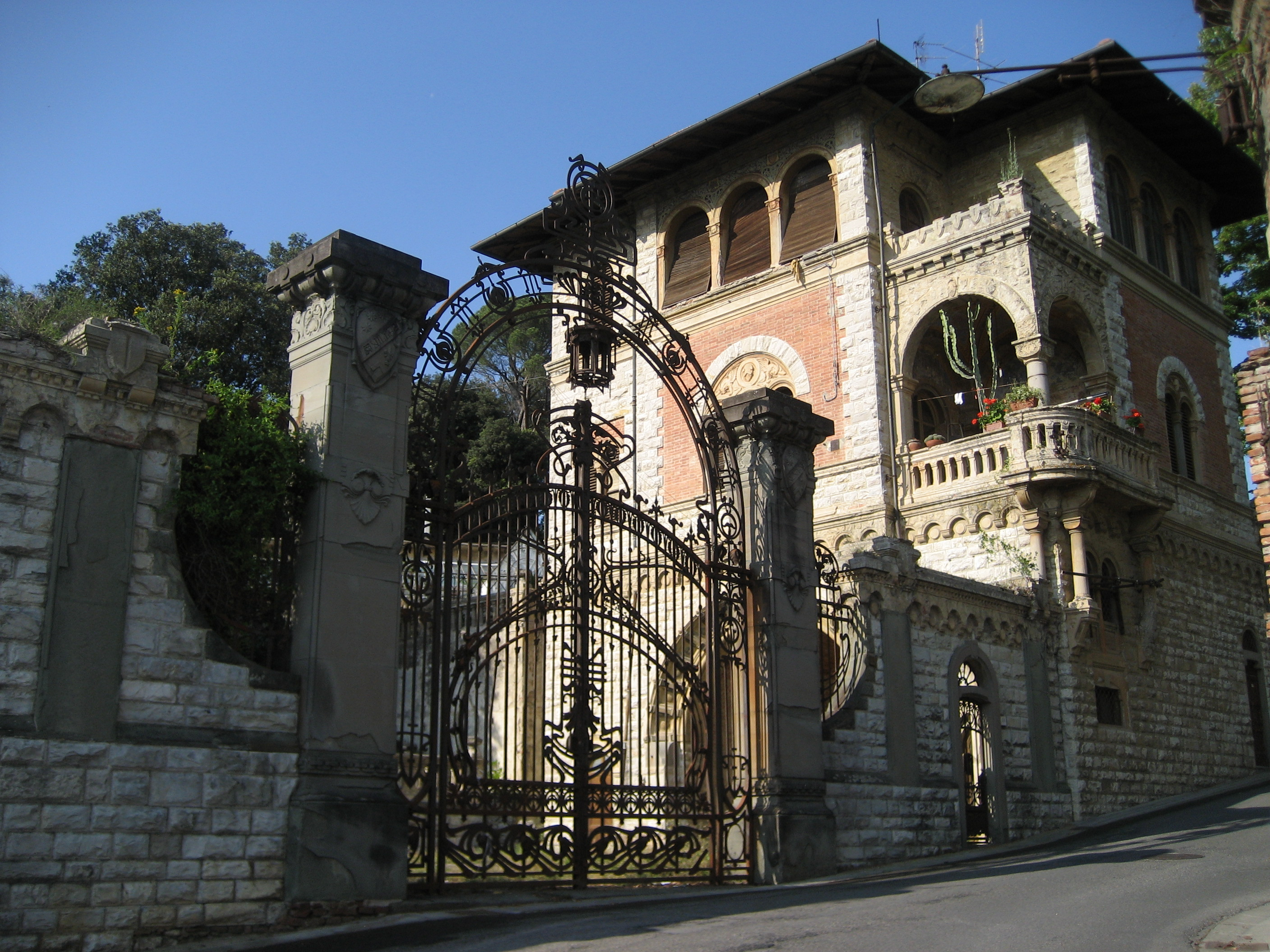
Il villino usato come residenza per il personale di servizio e posto in corrispondenza del monumentale cancello d'ingresso al parco

### Esterno
Il complesso è costituito da un insieme di edifici caratterizzati da diversi stili architettonici: dalla villa padronale - che denuncia in facciata richiami manieristici non disgiunti da contenuti influssi liberty - alla cappella - che si riallaccia ai partiti architettonici della vicina villa. Il teatro si ispira invece alla tradizione classicista nell'impianto planimetrico e di facciata, che mostra diversi dettagli ornamentali di gusto floreale. Infine le serre, costituite da due corpi di fabbrica distinti ma collegati da un imponente arco trionfale, e i due villini, situati rispettivamente in corrispondenza dell'ingresso da sud (via del Castello) e dell'uscita del sottopasso che collega le due parti del parco (via Mascagni). Il primo dei due rappresenta un interessante esempio di architettura neo-medievalista, con torretta non priva di dettagli ornamentali di gusto liberty; il secondo è caratterizzato dallo stesso stile medievalista, con un vasto repertorio trecentista (bifore, trifore, colonnine, merlature).

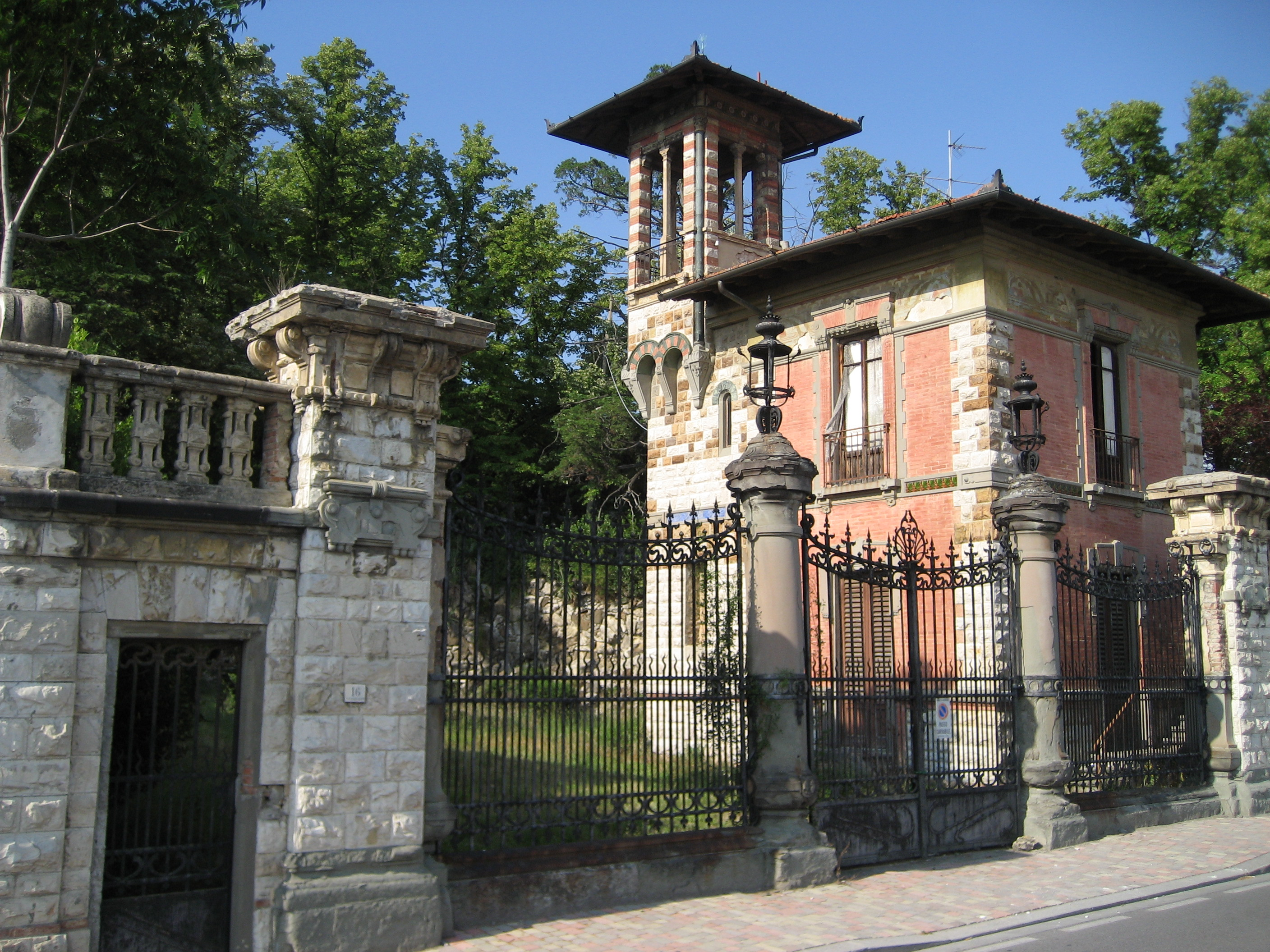
Il villino in corrispondenza dell'ingresso da via Mascagni

La villa padronale presenta un impianto planimetrico a blocco compatto e simmetrico, con ingresso e scalone centrale e, ai due lati, gli ambienti disposti in serie. Sulla scenografica facciata principale, la zona centrale, a tre assi, è avanzata e coronata da una torre orologio, mentre le membrature architettoniche si richiamano al lessico manierista.

### Interno
La sistemazione architettonica degli interni è prevalentemente improntata al gusto floreale e liberty ed è caratterizzata dalla perfetta integrazione tra arredo fisso e decorazione pittorica e a stucco che copre pareti e soffitti. Ogni stanza costituisce un organico ambiente in cui l'arredo fisso, l'apparato decorativo e il mobilio sono progettati ad hoc secondo un tema diverso, un episodio del racconto mitologico o un'allegoria, che fa da filo conduttore unificante l'intero allestimento. Così in ogni stanza si svolge un completo ciclo tematico attraverso un apparato costituito dal soffitto decorato da affreschi o da soffitti, zoccolature, pannellature e pavimentazioni in legno, fino ai lampadari, tutti coordinati figurativamente, cromaticamente e matericamente.
Al piano terreno si trovano le sale di soggiorno e rappresentanza: la sala da pranzo - con soffitto ligneo dipinto da Annibale Brugnoli - la biblioteca, la sala da musica - con soffitto dipinto da Giulio Bargellini - la sala da fumo - di gusto orientaleggiante - il biliardo e i locali accessori - office, cucina, dispense.
In cima alle scale, dal ballatoio si dipartono due corridoi, che corrono parallelamente alla facciata, di distribuzione alle camere da letto, per la maggior parte singole, tranne un paio più grandi. Tra questi ambienti si segnala la sala da bagno con raffinatissimi affreschi floreali dipinti da Ezio Giovannozzi, del 1906.
Oggi, dopo ripetuti episodi di furti verificatisi negli ultimi anni, parecchi degli arredi sono stati dai proprietari spostati altrove e non sono pertanto più visibili nella loro originaria collocazione.

### Cappella

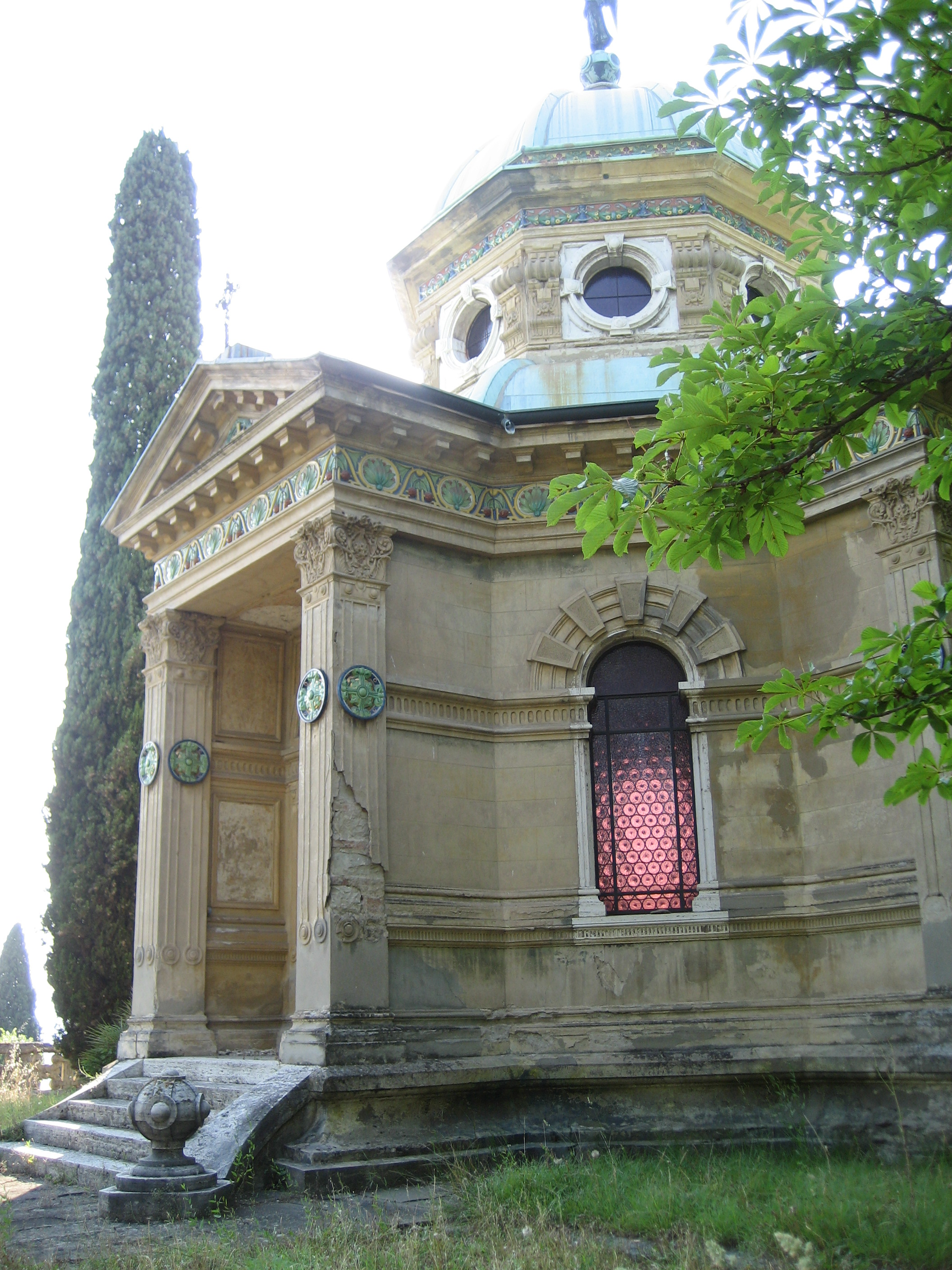
La cappella privata

La cappella, con pianta a croce greca è coperta da una cupola a otto spicchi con intradosso affrescato. La facciata è preceduta da un piccolo pronao coronato da un timpano, con una lunetta soprastante l'ingresso decorata da un bassorilievo. Un restauro avvenuto nella prima metà degli anni '80 ne ha recuperato le pavimentazioni e le finiture parietali originali.
Il teatrino si presenta, invece, oggi in completo in degrado a causa dei danni di guerra e del prolungato disuso. Pesanti sono soprattutto i danni alle strutture di copertura che hanno provocato danneggiamenti alle murature.
Il volume complessivo è piuttosto regolare e qualificato soprattutto dal trattamento decorativo. Il fronte principale è scandito da quattro colonne binate con statue di figure femminili, attribuite al Burchi, mentre l'interno presenta pregevoli motivi ornamentali in stucco, con ghirlande, tralci e palmette. A Giulio Bargellini risultano attribuiti i cartoni per le vetrate.
Del soffitto ligneo che originariamente copriva la sala resta la parte inferiore con tracce di affreschi.

## Fortuna critica

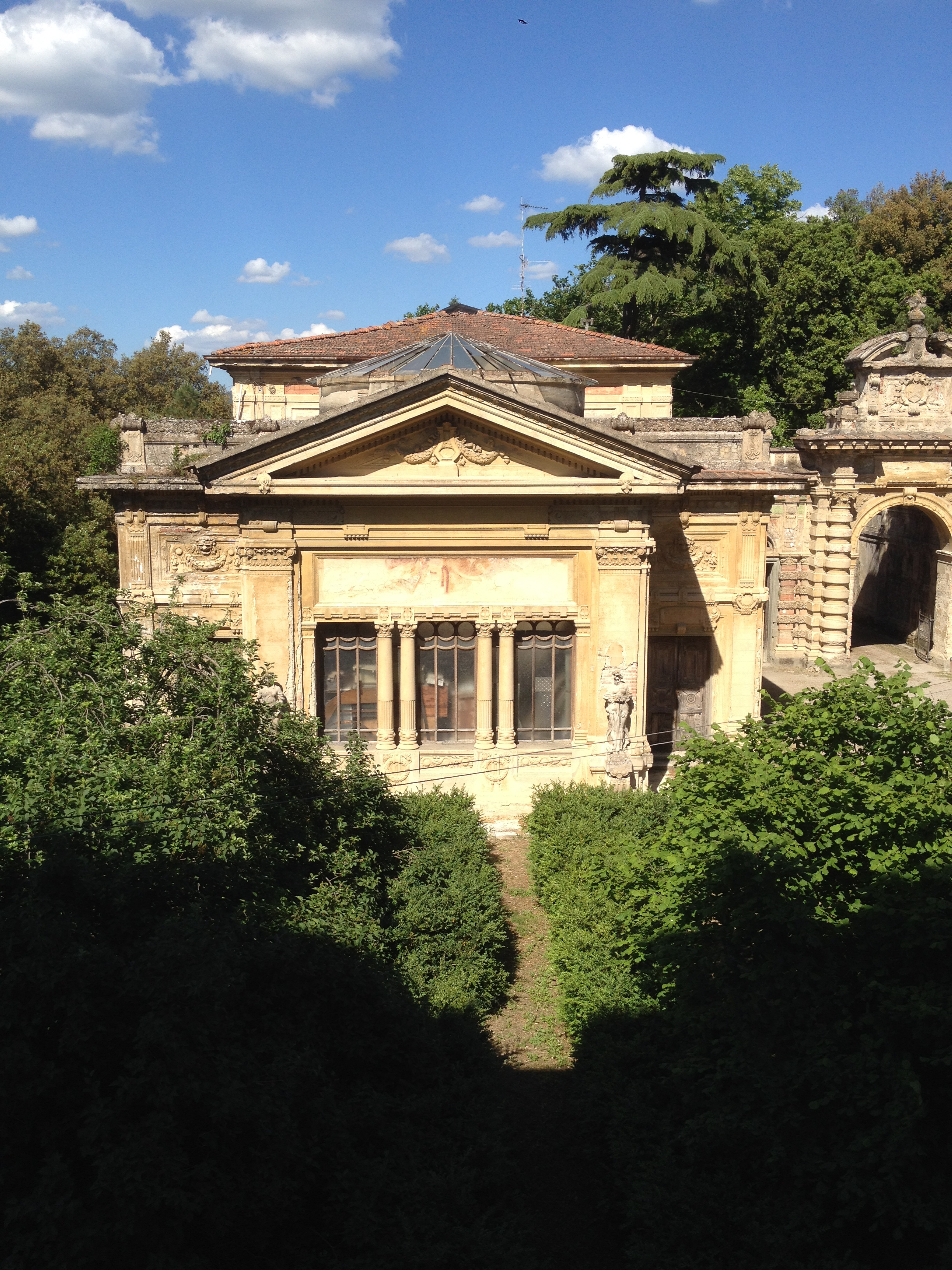
Il teatro privato

Il complesso si segnala come uno tra i più consistenti esempi, in Toscana, di architettura eclettica e, limitatamente agli interni, più propriamente liberty. La recente revisione critica, effettuata con sistematicità di scala e di metodo, ne riconosce il ruolo non secondario all'interno della discontinua produzione liberty toscana.